# Мараскін
Мараскін (італ. Maraschino) — лікер з італійського міста Торрелья, отриманий шляхом перегонки мараскинової вишні. Дрібний, злегка кислуватий плід цієї вишні, яка місцями росте в дикому вигляді на Далматинському узбережжі, надає лікеру його неповторний аромат.

## Історія

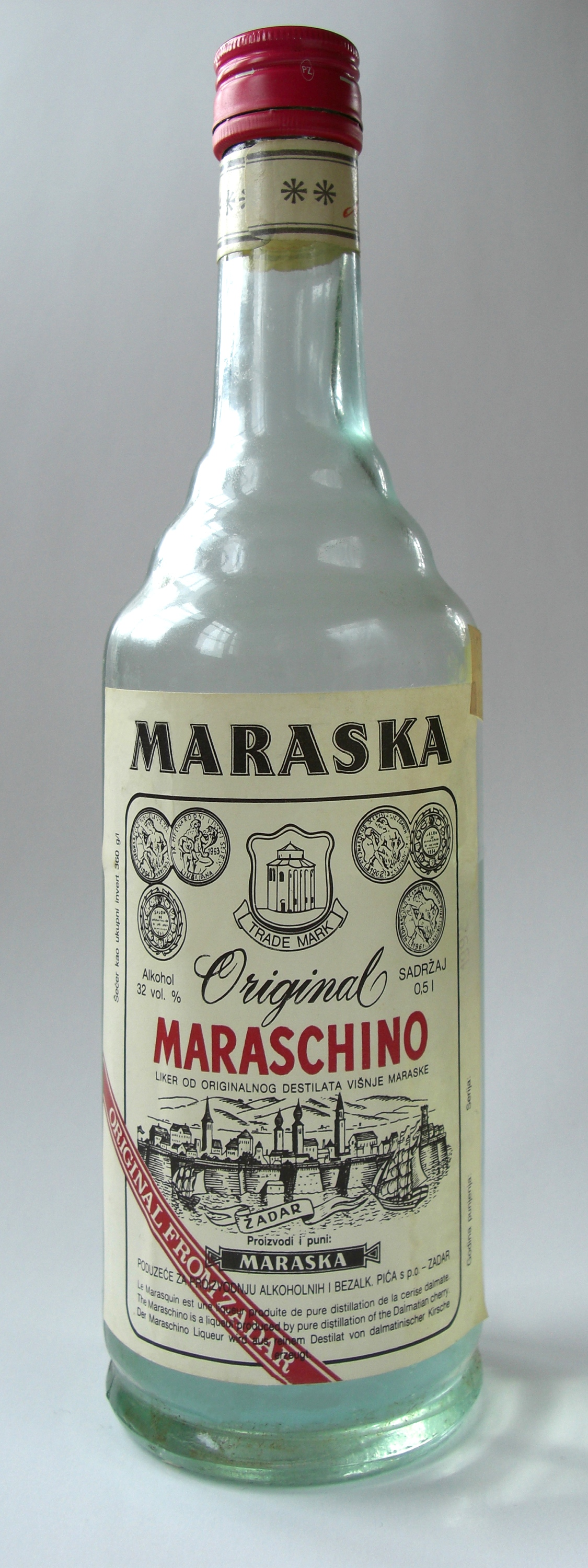
Хорватський «Мараскін» від «Мараски»

Рецептуру справжнього задарського лікеру створено і записано на початку XVI століття в Задарському домініканському монастирі.
1759 року венеційський купець Франческо Дріолі поставив виробництво Мараскін на промислову основу в тодішньому місті Зара — столиці Далмації, якою тоді володіла Венеційська республіка. Дріолі був носієм того венеційського підприємницького духу, який перетворив народну традицію домашньої перегонки граппи області Венето на витончену і прославлену галузь, додержуючи чітких і конкретних правил і обмежень, викладених у «Arte dell’acqua di vita».

## Історичні марки «Мараскін» в Задарі (до 1943)
- Maraschino Luxardo (1821)[2]
- Distilleria Romano Vlahov (1861)[3][4]
- Fabbrica Maraschino Francesco Drioli (1759—1943)
- Fabbrica Maraschino Stampalia
- Distilleria Calligarich
- Distilleria Millicich
- Distilleria Magazzin
- Distilleria Stanich